# Atrophaneura schadenbergi
Pachliopta schadenbergi là một loài bướm ngày thuộc họ Papilionidae. Nó là loài đặc hữu của Philippines.